# WhyHunger
WhyHunger (anteriorment conegut com a World Hunger Year o WHY) és una organització amb seu a Nova York que tracta d'abordar les causes profundes de la fam i la pobresa en promoure un sistema d'abastament alimentari que sigui econòmicament i socialment just, no contribueixi a l'escalfament del planeta i garanteix l'accés de tothom a aliments, terra, aigua i una existencia sostenible.
WhyHunger va ser fundada en 1975 pel cantant de folk Harry Chapin (1942-1981), conegut tant pels seus esforços humanitaris com pel que fa a les seves balades de guitarra, i per Bill Ayres, presentador del xou radiofònic «The Bill Ayres Show» i durant molts anys director de l'organització. WhyHunger desenvolupa solucions a la fam i la pobresa en mobilitzar comunitats de base per prendre el seu destí en mans pròpies. Als primers quaranta anys des de la seva fundació va captar uns 14 milions de dòlars i va comptar amb la col·laboració de, entre d'altres, el Hard Rock Cafe, Bruce Springsteen and Yoko Ono, i va crear o sostenir més de sis mil comunitats. Critica els efectes negatius de l'agricultura i la ramaderia industrials per a la salut individual i per al planeta, i preconitza que una «sobirania alimentària» portada per comunitats locals millora el clima, la biodiversitat i l'alimentació sana.
Al Charity Navigator, un organisme independent que controla organitzacions de beneficència, des d'anys obté una punctuació molt elevada per la transparència financera i eficàcia.

## Publicacions
- Agroecology: Putting Food Sovereignty into Action (en anglès).  Nova York: WhyHunger, 2015 [Consulta: 16 maig 2016]. (en col·laboració amb Via Campesina)
- «The Food and Climate Connection» (vídeo), 2010.